# Marc Guéhi
Addji Keaninkin Marc-Israel Guéhi (Abidjan, 13 juli 2000) is een in Ivoorkust geboren Engels voetballer die doorgaans als centrale verdediger speelt. Hij verruilde Chelsea in juli 2021 voor Crystal Palace. Guéhi debuteerde in 2022 in het Engels voetbalelftal.

## Clubcarrière

### Chelsea
Guéhi was één jaar oud toen zijn ouders met hem verhuisden van Ivoorkust naar Engeland. Hier speelde hij twaalf jaar in de jeugd van Chelsea. Hij debuteerde op 25 september 2019 in het eerste elftal, tijdens een wedstrijd in de League Cup tegen Grimsby Town. Hij mocht een maand later nog een keer spelen in datzelfde toernooi, maar daarmee hield het voor hem op in de hoofdmacht van Chelsea. Guéhi vertrok in januari 2020 op huurbasis naar Swansea City. Daarvoor speelde hij in de volgende anderhalf jaar 52 wedstrijden in de Championship. In 51 daarvan stond hij in de basis.

### Crystal Palace
Guéhi tekende in juli 2021voor vijf jaar bij Crystal Palace. Dat betaalde circa 21 miljoen euro voor hem aan Chelsea. Hier maakte ook coach Patrick Vieira meteen een vaste basisspeler van hem.

## Clubstatistieken
| Seizoen | Club           | Competitie     | Competitie | Competitie | Beker | Beker | Internationaal | Internationaal | Totaal | Totaal |
| Seizoen | Club           | Competitie     | Wed.       | Dlp.       | Wed.  | Dlp.  | Wed.           | Dlp.           | Wed.   | Dlp.   |
| ------- | -------------- | -------------- | ---------- | ---------- | ----- | ----- | -------------- | -------------- | ------ | ------ |
| 2019/20 | Chelsea        | Premier League | 0          | 0          | 2     | 0     | —              | —              | 2      | 0      |
| 2019/20 | → Swansea City | Championship   | 14         | 0          | 0     | 0     | —              | —              | 14     | 0      |
| 2020/21 | → Swansea City | Championship   | 43         | 0          | 2     | 0     | —              | —              | 45     | 0      |
| 2021/22 | Crystal Palace | Premier League | 36         | 2          | 6     | 3     | —              | —              | 42     | 4      |
| 2022/23 | Crystal Palace | Premier League | 37         | 1          | 3     | 0     | —              | —              | 40     | 1      |
| 2023/24 | Crystal Palace | Premier League | 25         | 0          | 4     | 0     | —              | —              | 29     | 0      |
| 2024/25 | Crystal Palace | Premier League | 0          | 0          | 0     | 0     | —              | —              | 0      | 0      |
| TOTAAL  | TOTAAL         | TOTAAL         | 155        | 3          | 17    | 2     | 0              | 0              | 172    | 5      |

## Interlandcarrière
Guéhi maakte deel uit van alle Engelse nationale jeugdselecties vanaf Engeland –16. Hij bereikte met Engeland –17 de finale van het EK –17 van 2017 en won vijf maanden later met datzelfde team het WK –17 van 2017. Hij stond op beide toernooien alle wedstrijden in de basis en scoorde in de finale van het WK –17. Hij makte ook deel uit van Engeland –21 op het EK –21 van 2021.
Guéhi debuteerde op 26 maart 2022 in het Engels voetbalelftal. Bondscoach Gareth Southgate gaf hem toen een basisplaats in een met 2–1 gewonnen oefeninterland tegen Zwitserland. Guéhi werd op 6 juni 2024 door Southgate opgenomen in de Engelse selectie voor het EK 2024 in Duitsland. Engeland bereikte de finale, die het met 2–1 verloor van Spanje. Guéhi miste op het toernooi enkel minuten in de kwartfinale tegen Zwitserland (1–1, winst na strafschoppen), toen hij geschorst was.